# Ruder-Europameisterschaften 2016

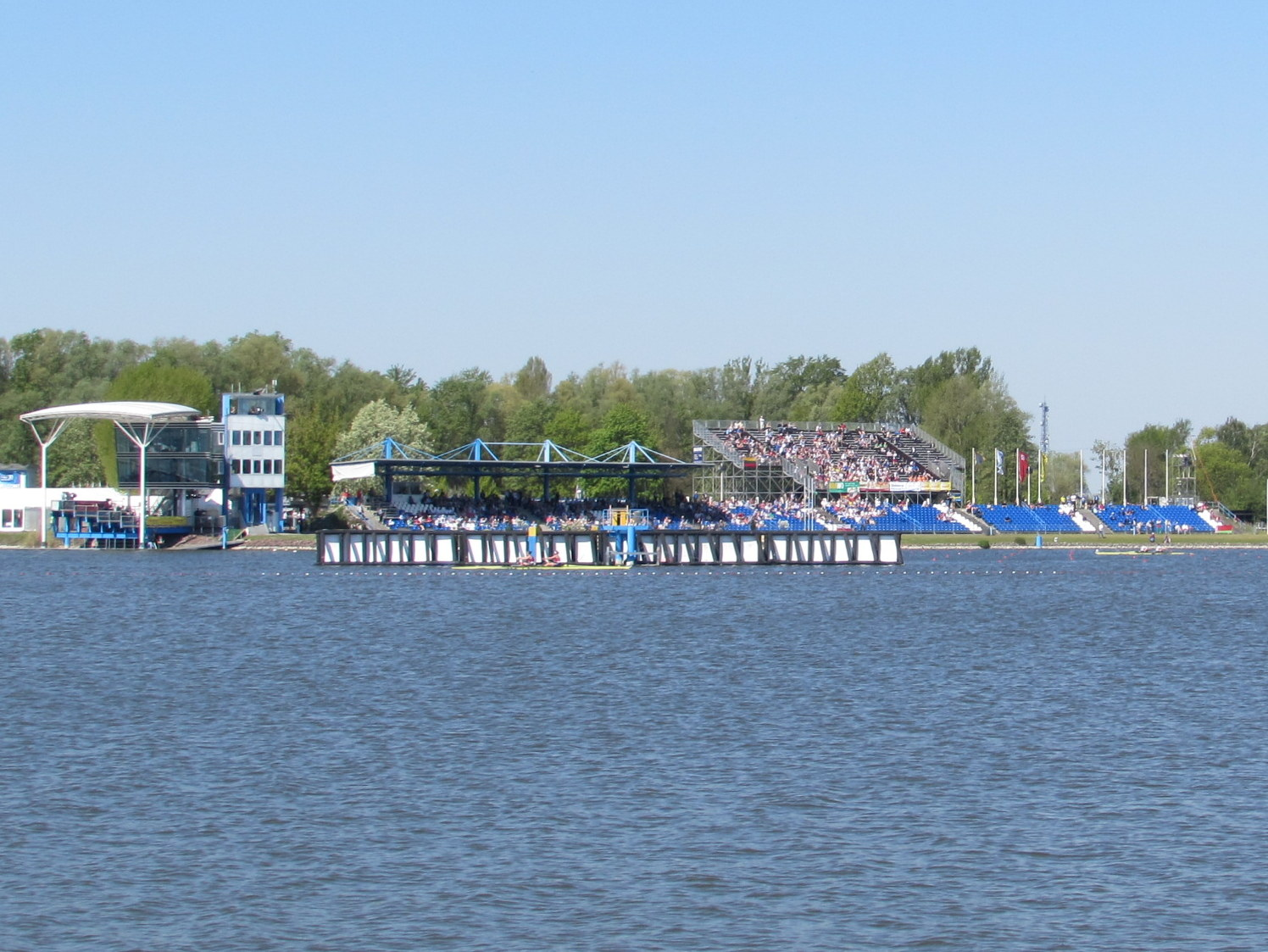
Tribünen der Regattastrecke Beetzsee zu den Ruder-Europameisterschaften 2016

Die Ruder-Europameisterschaften 2016 wurden vom 6. bis 8. Mai 2016 in Brandenburg an der Havel (Deutschland) auf der Regattastrecke Beetzsee in 17 verschiedenen Wettbewerbsklassen ausgetragen. Alle Finals fanden am 8. Mai statt.
Teilnahmeberechtigt war jeweils eine Mannschaft je Wettbewerbsklasse aus den 46 europäischen Mitgliedsverbänden des Weltruderverbandes (FISA). Eine Qualifikationsregatta existierte nicht. Gemäß Meldeergebnis wurden von 34 nationalen Ruderverbänden 525 Athleten (davon rund 63 % Männer und 37 % Frauen) für die Ruder-Europameisterschaften gemeldet.
Die Ruder-Europameisterschaften fanden nach 1972 zum zweiten Mal in Brandenburg an der Havel statt, wo außerdem bereits zweimal die Junioren-Weltmeisterschaften im Rudern (1985 und 2005) sowie einmal die U23-Weltmeisterschaften (2008) und zahlreiche internationale Kanusport-Wettbewerbe ausgetragen wurden. Den Zuschlag für die EM 2016 erhielt die deutsche Bewerbung im Rahmen der Ruder-Europameisterschaften 2014 in Belgrad.
Der deutsche Außenminister Frank-Walter Steinmeier nahm für die Europameisterschaften die Rolle des Schirmherren wahr. Er gewann 2009 und 2013 das Direktmandat im Bundestagswahlkreis 60, der auch die Stadt Brandenburg an der Havel umfasst. Am Finaltag war er vor Ort, beobachtete die Endläufe vom Begleitmotorboot sowie von der Tribüne, und führte die Ehrung der Medaillengewinner im Frauen-Doppelvierer und Männer-Achter durch.

## Ergebnisse
Hier werden die Medaillengewinner aus den A-Finals aufgelistet. Diese wurden mit sechs Booten besetzt, die sich über Vor- und Hoffnungsläufe sowie Halbfinals für das Finale qualifizieren mussten. Die Streckenlänge betrug in allen Läufen 2000 Meter.
Am Finaltag herrschten auf der Regattastrecke schwierige Windbedingungen. Bereits am Vortag der Finals wurde der Zeitplan für die Endläufe verändert und alle Läufe wurden eine Stunde früher als ursprünglich geplant angesetzt. Am Morgen des Finaltages blies dann ein zunächst moderater, aber im Laufe des Vormittages zunehmend auffrischender Ostwind von mehr als 20 km/h über die Regattastrecke, der von den Athleten als schräg von der Backbordseite einfallender Gegenwind wahrgenommen wurde. Die seeseitigen Bahnen 1 bis 3 schienen dabei leicht vorteilhafte Bedingungen gegenüber den landseitigen Bahnen 4 bis 6 zu bieten. Wegen der schwierig zu rudernden welligen Bedingungen waren technisch herausragende Mannschaften im Vorteil. Alle Endlaufzeiten lagen durchweg signifikant über den Weltbestzeiten.

### Männer
| Bootsklasse                                  | Gold | Gold    | Silber | Silber  | Bronze | Bronze  |
| -------------------------------------------- | --- | ------- | --- | ------- | --- | ------- |
| Einer (M1x)                                  | Kroatien Damir Martin | 8:05,59 | Litauen Mindaugas Griškonis | 8:19,30 | Tschechien Ondřej Synek | 8:25,40 |
| Leichtgewichts-Einer (LM1x)                  | Slowakei Lukáš Babač | 7:33,42 | Deutschland Konstantin Steinhübel | 7:35,54 | Slowenien Rajko Hrvat | 7:36,72 |
| Doppelzweier (M2x)                           | Kroatien Martin Sinković Valent Sinković | 7:06,33 | Deutschland Marcel Hacker Stephan Krüger | 7:14,22 | Litauen Rolandas Maščinskas Saulius Ritter | 7:17,79 |
| Leichtgewichts-Doppelzweier (LM2x)           | Irland Gary O’Donovan Paul O’Donovan | 6:57,76 | Deutschland Moritz Moos Jason Osborne | 6:59,54 | Norwegen Kristoffer Brun Are Strandli | 7:00,52 |
| Doppelvierer (M4x)                           | Estland Andrei Jämsä Allar Raja Tõnu Endrekson Kaspar Taimsoo                                                                                                  | 6:29,82 | Litauen Dovydas Nemeravičius Martynas Džiaugys Dominykas Jančionis Aurimas Adomavičius                                                                               | 6:31,98 | Russland Nikita Morgatschow Artjom Kossow Wladislaw Rjabzew Sergei Fedorowzew                                                                              | 6:32,27 |
| Zweier ohne Steuermann (M2-)                 | Ungarn Adrián Juhász Béla Simon | 7:05,70 | Vereinigtes Königreich Alan Sinclair Stewart Innes | 7:06,28 | Niederlande Roel Braas Mitchel Steenman | 7:06,78 |
| Leichtgewichts-Zweier ohne Steuermann (LM2-) | Vereinigtes Königreich Sam Scrimgeour Joel Cassells | 7:00,38 | Dänemark Emil Espensen Jens Vilhelmsen | 7:03,94 | Spanien Sergio Pérez Moreno Jesús González Álvarez | 7:05,32 |
| Vierer ohne Steuermann (M4-)                 | Vereinigtes Königreich Alex Gregory Mohamed Sbihi George Nash Constantine Louloudis                                                                            | 6:18,93 | Belarus Wadsim Ljalin Dsjanis Mihal Mikalaj Scharlap Ihar Paschewitsch                                                                                               | 6:20,91 | Frankreich Valentin Onfroy Benjamin Lang Mickaël Marteau Théophile Onfroy                                                                                  | 6:21,55 |
| Leichtgewichts-Vierer ohne Steuermann (LM4-) | Schweiz Lucas Tramèr Simon Schürch Simon Niepmann Mario Gyr | 6:45,24 | Vereinigtes Königreich Chris Bartley Mark Aldred Jono Clegg Peter Chambers                                                                                           | 6:47,73 | Deutschland Jonathan Koch Lucas Schäfer Tobias Franzmann Lars Wichert                                                                                      | 6:51,66 |
| Achter (M8+)                                 | Deutschland Maximilian Munski Malte Jakschik Andreas Kuffner Felix Drahotta Maximilian Reinelt Eric Johannesen Richard Schmidt Hannes Ocik Martin Sauer (Stm.) | 6:16,65 | Russland Roman Lomatschew Lew Grizenko Maxim Golubew Pawel Sorin Wjatscheslaw Michailewski Alexander Kornilow Semjon Jaganow Daniil Andrijenko Pawel Safonkin (Stm.) | 6:17,43 | Vereinigtes Königreich Matthew Gotrel Scott Durant Tom Ransley Paul Bennett Peter Reed Andrew Triggs Hodge Matt Langridge William Satch Phelan Hill (Stm.) | 6:20,39 |

### Frauen
| Bootsklasse                        | Gold | Gold    | Silber | Silber  | Bronze | Bronze  |
| ---------------------------------- | --- | ------- | --- | ------- | --- | ------- |
| Einer (W1x)                        | Österreich Magdalena Lobnig | 9:22,32 | Lettland Elza Gulbe | 9:39,10 | Irland Sanita Pušpure | 9:44,77 |
| Leichtgewichts-Einer (LW1x)        | Deutschland Anja Noske | 8:26,75 | Dänemark Aja Runge Holmegaard | 8:32,54 | Niederlande Elisabeth Woerner | 8:37,05 |
| Doppelzweier (W2x)                 | Belarus Julija Bitschyk Tatjana Kuchta | 8:25,91 | Deutschland Julia Lier Mareike Adams | 8:28,30 | Tschechien Kristýna Fleissnerová Lenka Antošová | 8:31,94 |
| Leichtgewichts-Doppelzweier (LW2x) | Niederlande Ilse Paulis Maaike Head | 7:40,50 | Deutschland Ronja Fini Sturm Marie-Louise Dräger | 7:42,79 | Polen Joanna Dorociak Weronika Deresz | 7:44,88 |
| Doppelvierer (W4x)                 | Deutschland Annekatrin Thiele Carina Bär Marie-Cathérine Arnold Lisa Schmidla                                                                                      | 7:14,31 | Polen Agnieszka Kobus Joanna Leszczyńska Maria Springwald Monika Ciaciuch                                                                                       | 7:18,53 | Ukraine Daryna Werchohljad Olena Burjak Anastassija Koschenkowa Jewhenija Nimtschenko | 7:21,12 |
| Zweier ohne Steuerfrau (W2-)       | Vereinigtes Königreich Helen Glover Heather Stanning | 7:35,93 | Deutschland Kerstin Hartmann Kathrin Marchand | 7:43,81 | Rumänien Mădălina Bereș Laura Oprea | 7:47,18 |
| Achter (W8+)                       | Vereinigtes Königreich Catherine Greves Melanie Wilson Frances Houghton Polly Swann Jessica Eddie Olivia Carnegie-Brown Karen Bennett Zoe Lee Zoe de Toledo (Stf.) | 6:51,46 | Niederlande Wianka van Dorp Sophie Souwer Lies Rustenburg Jose van Veen Elisabeth Hogerwerf Claudia Belderbos Monica Lanz Olivia van Rooijen Ae-Ri Noort (Stf.) | 6:51,83 | Russland Julija Kalinowskaja Julija Inosemzewa Julija Popowa Alewtina Sawkina Anastassija Karabelschtschikowa Alexandra Fjodorowa Jelena Lebedewa Jelena Orjabinskaja Ksenija Wolkowa (Stf.) | 6:55,43 |

## Medaillenspiegel
| Platz | Land                   | Gold | Silber | Bronze | Gesamt |
| ----- | ---------------------- | ---- | ------ | ------ | ------ |
| 1     | Vereinigtes Königreich | 4    | 2      | 1      | 7      |
| 2     | Deutschland            | 3    | 6      | 1      | 10     |
| 3     | Kroatien               | 2    |        |        | 2      |
| 4     | Niederlande            | 1    | 1      | 2      | 4      |
| 5     | Belarus                | 1    | 1      |        | 2      |
| 6     | Irland                 | 1    |        | 1      | 2      |
| 7     | Ungarn                 | 1    |        |        | 1      |
| 7     | Estland                | 1    |        |        | 1      |
| 7     | Schweiz                | 1    |        |        | 1      |
| 7     | Slowakei               | 1    |        |        | 1      |
| 7     | Österreich             | 1    |        |        | 1      |
| 12    | Litauen                |      | 2      | 1      | 3      |
| 13    | Dänemark               |      | 2      |        | 2      |
| 14    | Russland               |      | 1      | 2      | 3      |
| 15    | Polen                  |      | 1      | 1      | 2      |
| 16    | Lettland               |      | 1      |        | 1      |
| 17    | Tschechien             |      |        | 2      | 2      |
| 18    | Ukraine                |      |        | 1      | 1      |
| 18    | Rumänien               |      |        | 1      | 1      |
| 18    | Norwegen               |      |        | 1      | 1      |
| 18    | Spanien                |      |        | 1      | 1      |
| 18    | Frankreich             |      |        | 1      | 1      |
| 18    | Slowenien              |      |        | 1      | 1      |
| Summe | Summe                  | 17   | 17     | 17     | 51     |